# Thonyocossus
Thonyocossus is een geslacht van vlinders van de familie van de Houtboorders (Cossidae), uit de onderfamilie van de Hypoptinae. De wetenschappelijke naam en de beschrijving van dit geslacht werden voor het eerst in 2019 gepubliceerd door Roman Viktorovitsj Jakovlev, Artem Naydenov en Fernando Cesar Penco.
Dit geslacht is vernoemd naar de entomoloog Hubert Thöny die veel insecten in Brazilië heeft verzameld.
Dit geslacht is monotypisch, dat wil zeggen dat het maar één soort heeft namelijk Thonyocossus brasiliensis Yakovlev, Naydenov & Penco, 2019 uit Brazilië.